# Czarnówko (Widuchowa)
Czarnówko (deutsch Klein Zarnow) ist ein Dorf in der polnischen Woiwodschaft Westpommern. Es gehört zur Gmina Widuchowa (Gemeinde Fiddichow) im Powiat Gryfiński (Greifenhagener Kreis).

## Geographische Lage
Das Dorf liegt in Hinterpommern, etwa 8 km östlich von Widuchowa (Fiddichow), etwa 11 km südlich von Gryfino (Greifenhagen) und etwa 30 km südlich von Stettin.

## Geschichte
Klein Zarnow war im Herzogtum Pommern ein Lehen der adligen Familie von Trampe. Erster namentlich bekannter Besitzer war 1530 ein Peter von Trampe. 1703/1704 wurde Klein Zarnow an Generalmajor Adam Wilhelm von Sydow verkauft und blieb dann für 70 Jahre im Besitz der Familie von Sydow. 1773 kaufte der Landrat Franz Christian Gottlob von Steinaecker Klein Zarnow und lebte hier zeitweise mit seiner Familie (sein Sohn Karl von Steinaecker wurde 1778 hier geboren), doch verkaufte er Klein Zarnow bereits 1785 wieder.
In Ludwig Wilhelm Brüggemanns Ausführlicher Beschreibung des Königlich Preußischen Herzogtums Vor- und Hinterpommern (1784) ist Klein Zarnow unter den adeligen Gütern des Greifenhagenschen Kreises aufgeführt. In Klein Zarnow gab es damals ein Vorwerk, also den Gutsbetrieb, sechs Kossäten, eine Schmiede, ein Jägerhaus und einen Schulmeister, insgesamt 19 Haushaltungen („Feuerstellen“). Ferner bestand eine Kirche, die eine Filialkirche der Kirche in Lindow war.
Ab dem 19. Jahrhundert bestanden der Gutsbezirk Klein Zarnow und die Landgemeinde Klein Zarnow nebeneinander. Im Jahre 1900 wurden im Gutsbezirk Klein Zarnow 141 Einwohner gezählt, in der Landgemeinde Klein Zarnow 31 Einwohner. Später wurde der Gutsbezirk in die Landgemeinde eingemeindet. Zu der Gemeinde gehörten neben Klein Zarnow die Wohnplätze Hohekrug und Torfmoor Buchwerder.
Im Jahr 1945 gehörte Klein Zarnow als Gemeinde zum Landkreis Greifenhagen im Regierungsbezirk Stettin in der preußischen Provinz Pommern des Deutschen Reichs und war dem Amtsbezirk Heinrichsdorf zugeordnet.
Gegen Ende des Zweiten Weltkriegs wurde die Region von der Roten Armee besetzt. Nach Kriegsende wurde Klein Zarnow zusammen mit Hinterpommern – mit Ausnahme militärischer Sperrgebiete – seitens der sowjetischen Besatzungsmacht der Volksrepublik Polen zur Verwaltung unterstellt. Vereinzelt begann danach auch schon die Zuwanderung von Polen. Die Ortschaft wurde unter dem Namen „Czarnówko“ verwaltet. In der Folgezeit wurde die einheimische Bevölkerung von der polnischen Administration aus der Region vertrieben.

## Söhne und Töchter des Ortes
- Karl von Steinaecker (1778–1854), preußischer Kammerherr und Landrat des Kreises Greifenhagen